# Raphe Malik
Raphe Malik, nacido Laurence Mazel (1 de noviembre de 1948 en Cambridge, Massachusetts - 8 de marzo de 2006 en Guilford, Vermont) fue un trompetista de jazz estadounidense.

## Carrera
Estudió en la Universidad de Massachusetts (1966-1970), luego se mudó a París, donde tocó con Frank Wright y miembros del Art Ensemble de Chicago. Después de regresar a Ohio, comenzó a trabajar con Cecil Taylor a mediados de la década de 1970, incluso en el Carnegie Hall y en giras por Europa. Él y Taylor colaboraron durante gran parte de las décadas de 1970 y 1980. En 1976, Malik actuó en una producción de A Rat's Mass de Adrienne Kennedy dirigida por Cecil Taylor en La MaMa Experimental Theatre Club en el East Village de Manhattan. Los músicos Rashid Bakr, Andy Bey, Karen Borca, David S. Ware y Jimmy Lyons también actuaron en la producción. La producción de Taylor combinó el guion original con un coro de voces orquestadas utilizadas como instrumentos. 
En la década de 1990, grabó varios álbumes como líder y tocó con Dennis Warren en el Full Metal Revolutionary Jazz Ensemble.

## Discografía

### Como líder
| Título                               | Sello discográfico | Año de lanzamiento | Notas |
| ------------------------------------ | ------------------ | ------------------ | --- |
| 21st Century Texts                   | FMP                | 1992               | Quinteto: con Glenn Spearman, Brian Nelson (saxofón), Larry Roland (bajo), Dennis Warren (batería); grabado en vivo en 1991       |
| Sirens Sweet &amp; Slow              | OutSounds          | 1994               | Quinteto: con Glenn Spearman, Brian Nelson (saxofón), Larry Roland, Jamyll Jones (bajo), Dennis Warren (batería); grabado en 1991 |
| The Short Form                       | Eremite            | 1997               | Cuarteto: con Glenn Spearman (saxofón), George Langford (bajo), Dennis Warren (batería); grabado en vivo en 1996                  |
| ConSequences                         | Eremite            | 1999               | Cuarteto: con Sabir Mateen (saxo), William Parker (bajo), Denis Charles (batería)                                                 |
| Storyline                            | Boxholder          | 2000               | Trío: con Cecil McBee (bajo), Cody Moffett (batería)                                                                              |
| Looking East: A Suite in Three Parts | Boxholder          | 2001               | Tuarteto: con Sabir Mateen (saxofón), Larry Roland (bajo), Cody Moffett (batería)                                                 |
| Speak Easy                           | Le Systeme         | 2001               | Trompeta solista |
| Companions                           | Eremite            | 2002               | Cuarteto: con Glenn Spearman (saxofón), William Parker (bajo), Paul Murphy (batería)                                              |
| Sympathy                             | Boxholder          | 2004               | Trío: con Joe McPhee (saxofón y trompeta), Donald Robinson (batería)                                                              |
| Last Set: Live at the 1369 Jazz Club | Boxholder          | 2004               | Cuarteto: con Frank Wright (saxofón), William Parker (bajo), Syd Smart (batería); grabado en 1984                                 |

### Como acompañante
Con Jimmy Lyons
- Wee Sneezawee (Black Saint, 1983)
- The Box Set (Ayler, 2003)

Con Sabir Mateen
- Secrets of When (Bleu Regard, 2001)

Con Alan Silva
- Alan Silva &amp; the Sound Visions Orchestra (Eremite, 2001) – en vivo grabado en 1999

Con Glenn Spearman
- Free Worlds (Black Saint, 2000)

Con Cecil Taylor
- 1976: Dark to Themselves (Enja, 1977)
- 1978: Cecil Taylor Unit (New World, 1978)
- 1978: 3 Phasis (New World, 1978)
- 1978: Live in the Black Forest (MPS, 1978) – en vivo
- 1978: One Too Many Salty Swift and Not Goodbye (Hat Hut, 1980) – en vivo
- 1980: It Is in the Brewing Luminous (Hat Hut, 1981) – en vivo